# Балашов, Пётр Иванович
Пётр Иванович Балашов (Балашев) (1835(?) — 12 (24) января 1888, Санкт-Петербург) — русский живописец-пейзажист и гравёр.

## Биография
В 1852 году поступил в Императорскую Академию художеств в класс гипсовых голов, с 1853 года переведён в класс гипсовых фигур, с 1855 года — в натурный класс, где обучался под руководством профессора пейзажной живописи С. М. Воробьёва. В этом же году впервые принял участие в академической выставке с акварельным пейзажем «Вид из окрестностей С.- Петербурга». В 1858 году удостоен малой серебряной медали Императорской Академии художеств за выставленный пейзаж. В 1859 году закончил обучение в академии в звании неклассного художника.
В 1863 году вышел в свет альбом «Собрание видов местностей острова Валаама, рисованных с натуры художником П. И. Балашовым, изданное усердием Валаамского настоятеля игумена Дамаскина с братиею» в котором представлены 26 созданных художником литографических пейзажей острова Валаам и Валаамского монастыря. Некоторыми специалистами данный альбом оценён как «роскошный».
В 1867 году удостоен звания классного художника второй степени (за портрет протоиерея И. С. Денисова и за «Вид на острове Валааме»), в 1868 году — классного художника первой степени (за четыре миниатюры дивизии, изображающие 15-ю, 16-ю, 17-ю и 18-ю дивизии для альбома государя императора и два портрета: генерал-майора В. В. Штейнгеля и господина Зворского). По другим данным — классный художник первой степени с 1867 года за портрет Денисова.
Работал в должности старшего художника в «Редакции военной хроники» (впоследствии переименованной в «Музеум Главного интендантского управления»). В последние годы жизни в чине коллежского советника занимал должность начальника рисовальной мастерской Главного интендантского управления Военного министерства.
Умер 12 января 1888 года. Был похоронен на Митрофаниевском кладбище Санкт-Петербурга.

## Галерея

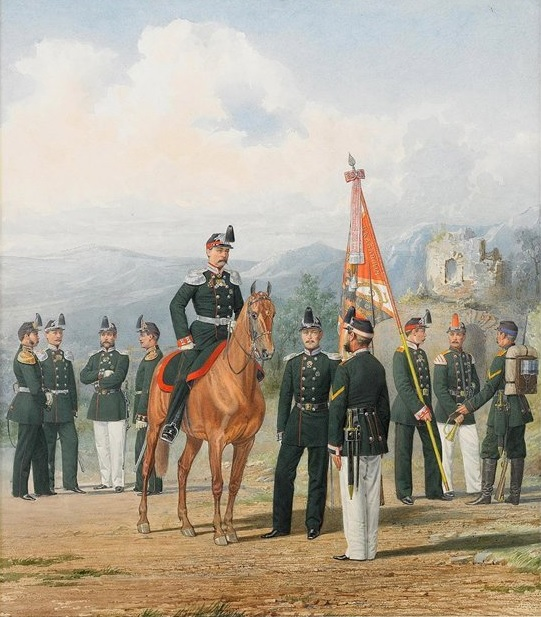
Офицеры и нижние чины 1-й Гренадёрской дивизии. 1864 — 1872 годы.
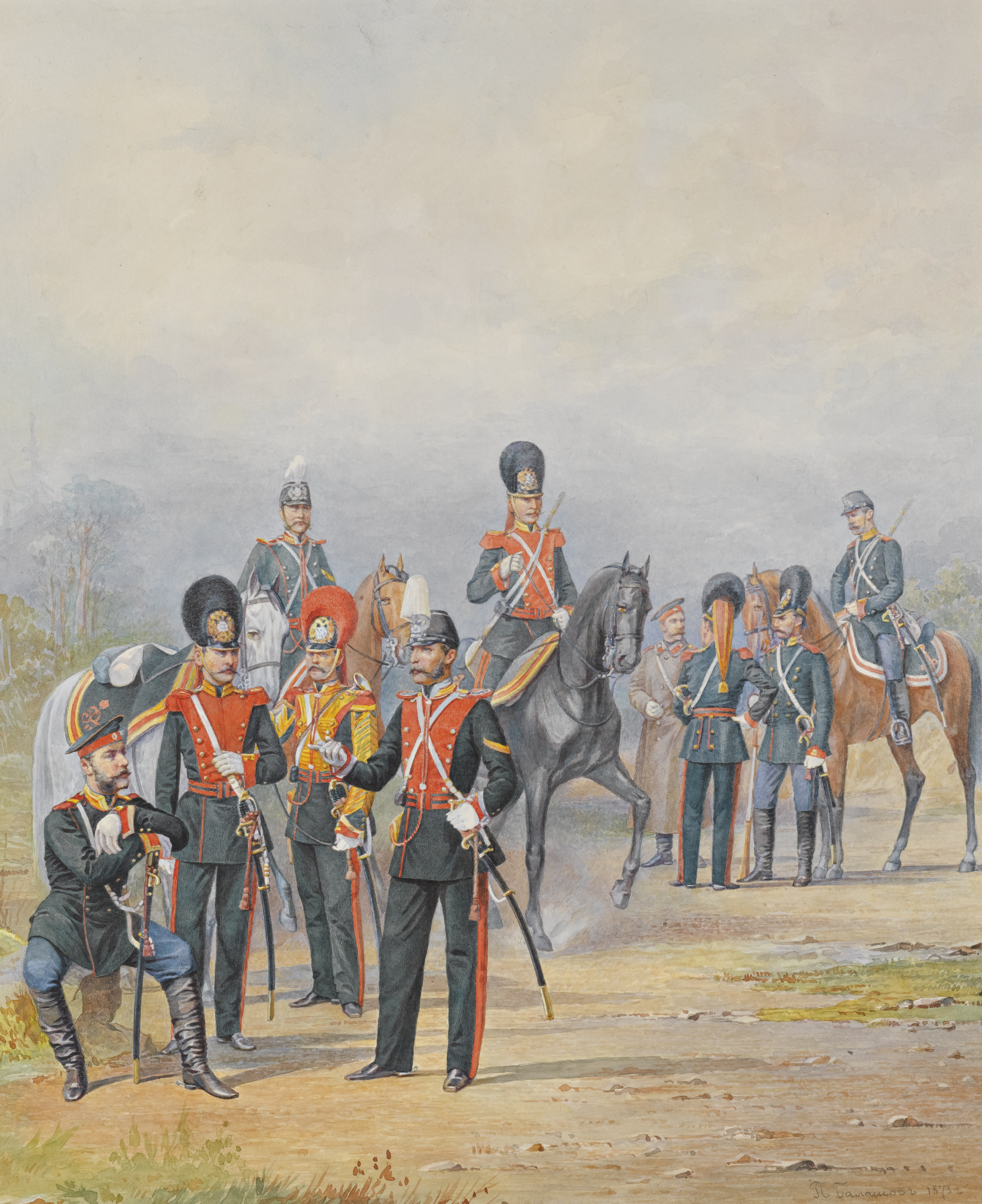
Группа офицеров и рядовых лейб-гвардии драгунского полка. 1873 год.
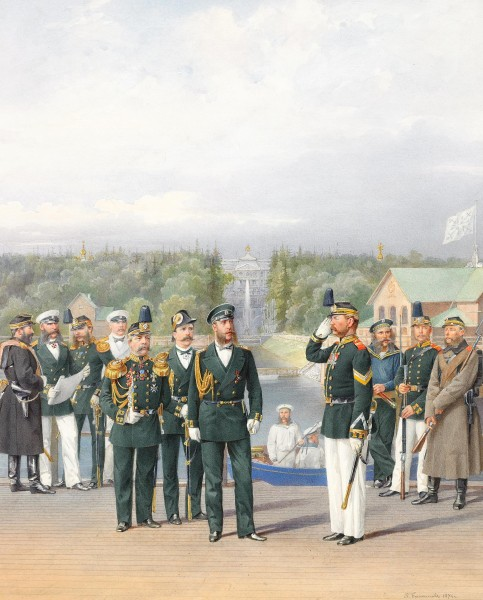
Офицеры и нижние чины Гвардейского Морского Экипажа на фоне дворца в Петергофе, 1862-1873 гг.
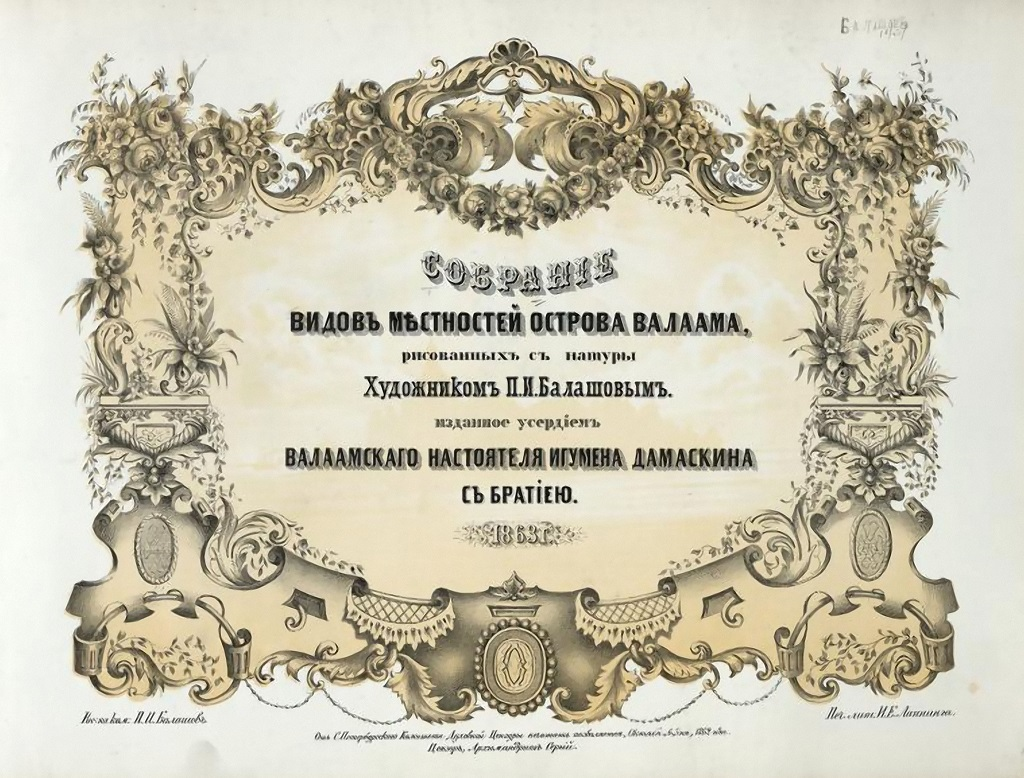
Полное собрание видов Валаамского монастыря. 1863 г.
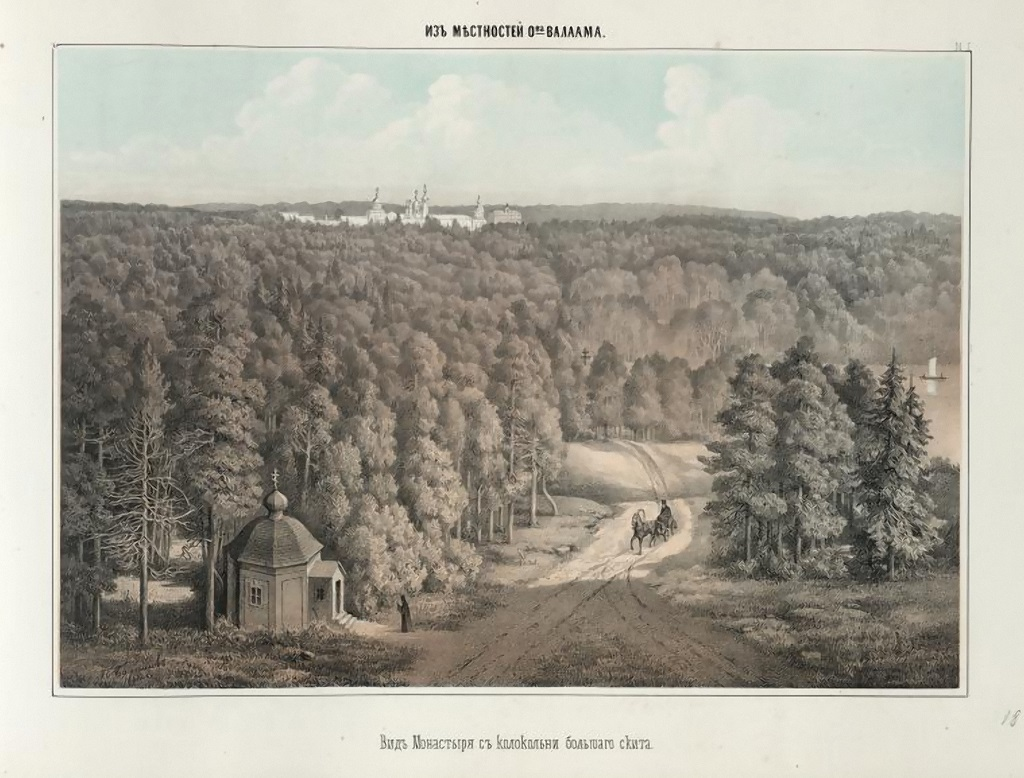
Вид Валаамского монастыря с колокольни Большого скита. 1863 г.